# Pterostichus esuriens
Pterostichus esuriens är en skalbaggsart som beskrevs av Thomas Casey. Pterostichus esuriens ingår i släktet Pterostichus och familjen jordlöpare. Inga underarter finns listade i Catalogue of Life.